# Polianthes longiflora
Polianthes longiflora är en sparrisväxtart som beskrevs av Joseph Nelson Rose. Polianthes longiflora ingår i släktet Polianthes och familjen sparrisväxter. Inga underarter finns listade i Catalogue of Life.